# Marilina Bertoldi
Marilina Bertoldi (Sunchales, provincia de Santa Fe, 13 de septiembre de 1988) es una cantante y compositora de rock argentina. Comenzó su carrera como la vocalista y principal compositora de la agrupación de rock alternativo Connor Questa, desde 2010 hasta su separación en 2015, tras la que inició una carrera como solista con la que se consagró como una de las grandes figuras del rock argentino surgidas en la década de los 2010. En 2019 se convirtió en la primera mujer roquera en toda la historia de los Premios Gardel en ganar el Premio Gardel de Oro. Por estos motivos, Bertoldi se ganó el apodo de «la reina del rock».

## Biografía

### Primeros años
Marilina Bertoldi nació en la ciudad de Sunchales, en la provincia de Santa Fe, Argentina, donde creció. Terminados sus estudios secundarios, se mudó a la ciudad de Buenos Aires. Allí estudió la carrera de Publicidad en la Asociación Argentina de Publicidad, que finalizó como «Directora de Arte en Publicidad», al mismo tiempo que comenzó a tocar en bares con una guitarra acústica en formato solista, versionando canciones e interpretando propias.
En el año 2010, Bertoldi subió a la plataforma YouTube «Si no ves», una canción escrita por ella misma, que se viralizó instantáneamente, alcanzando rápidamente una gran cantidad de seguidores en esa página. 

### 2010-2015: creación de Connor Questa y comienzos como solista
Tras el éxito de su primera canción, Bertoldi decidió crear un proyecto musical más profesional convocando a músicos de sesión, entre ellos a Hernán Rupolo, quien sería más tarde su socio artístico, dando origen a la banda Marilina Connor Questa, cuyo nombre surgió de la  deformación de la frase «Marilina con orquesta», y que luego pasaría a llamarse simplemente Connor Questa. Ocho meses más tarde de la primera formación de la agrupación, la banda publicó un EP independiente y, un año más tarde, editó su primer trabajo discográfico, titulado Somos por partes, que se agotó a cinco meses de su salida.
En el año 2012, en paralelo a Marilina Connor Questa, Bertoldi editó su primer trabajo discográfico como solista a través de Internet, titulado El peso del aire suspirado. El disco, de seis canciones, fue escrito en su totalidad por Bertoldi y contó con la participación de su hermana, Lula Bertoldi, en los coros.
En 2013, la agrupación de Bertoldi editó su segundo material discográfico, bajo el nombre de Fuego al universo. Tras su salida, la banda acortó su nombre a Connor Questa, firmó un contrato con la discográfica Pelo Music y realizó giras por Argentina y Uruguay, agotando entradas. El año siguiente, 2014, nuevamente en paralelo a su banda, Bertoldi editó su segundo disco, titulado La presencia de las personas que se van, que, al igual que su antecesor, editó a través de la web con un video musical acompañando cada canción.

### 2015-2019: separación de Connor Questa,Prender un fuegoy consagración

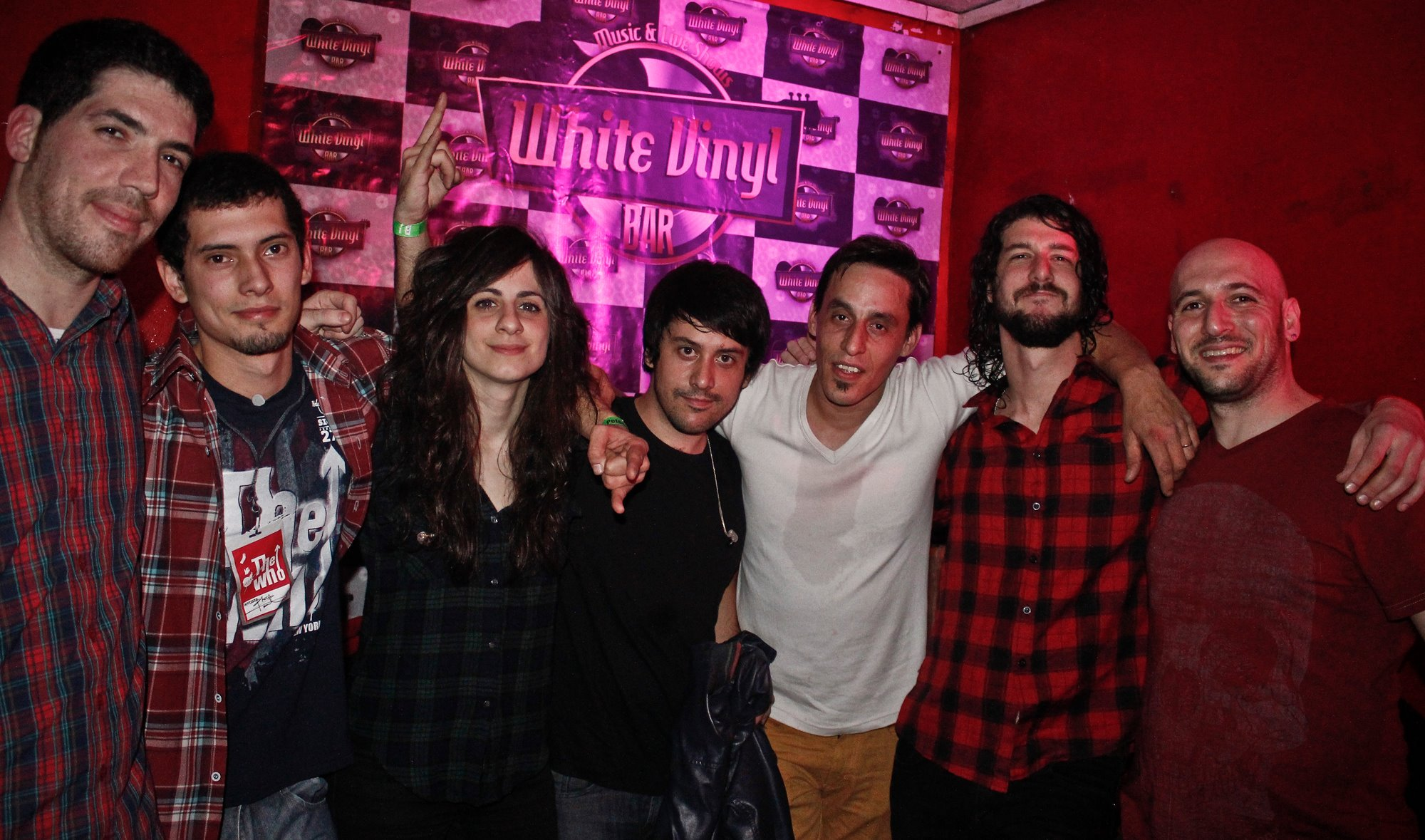
Bertoldi y Connor Questa.

En marzo de 2015, Bertoldi decidió separar Connor Questa, alegando que ya no tenían las mismas ideas para la banda a futuro y diciendo no sentirse cómodos como grupo debido a conflictos internos entre ellos. Ese mismo año la banda publicó en su página oficial de Facebook un mensaje de despedida.
El 22 de abril de 2016, Bertoldi publicó en todas las tiendas digitales su tercer material de estudio, Sexo con modelos, el cual presentó con las canciones «Cosas dulces» e «Y deshacer». Sexo con modelos fue nominado como Mejor Disco de Rock en los premios Grammy Latino de 2016, y ganó el Premio Gardel a la Música en la categoría de Mejor Álbum de Artista Femenina de Rock en 2017.
En 2018, Bertoldi colaboró en el segundo disco del cantante argentino Louta, y el 3 de octubre de ese mismo año publicó su cuarto álbum de estudio, Prender un fuego, con el cual ganó en 2019 el Premio Gardel de Oro al Álbum del Año, siendo la primera mujer en ganarlo desde que Mercedes Sosa lo obtuvo 19 años antes, además de ser la primera abiertamente lesbiana. Al recibir el premio, dijo:

Estuve haciendo investigaciones sobre el tema. La única mujer que ganó hace 19 años fue Mercedes Sosa. Este año se lo dieron a una lesbiana.

### 2020-presente:Mojigata
A fines de 2021, Bertoldi lanzó «Cosa mía», el primer sencillo de su quinto álbum, Mojigata. El 20 de enero de 2022 publicó «Amuleto», con la participación de la artista chilena Javiera Mena, y el 23 de febrero de ese mismo año anunció la fecha de salida del disco, su título y el tracklist entero de sus once canciones.
En 2025 Marilina fue reconocida con un Diploma al Mérito de los Premio Konex por su carrera como solista de rock en la última década en la Argentina.

## Conciertos

### Niceto Club:Prender un fuego
En 2018 Marilina Bertoldi agotaría las dos funciones del 13 y 14 de octubre en Niceto Club en la presentación del disco Prender un fuego, por el cual se consagraría con el Gardel de Oro.

### Luna Park:Mojigata
El 19 de junio de 2022, Marilina Bertoldi presentó su quinto álbum de estudio un trimestre luego de que lo pusiera a circular en las plataformas musicales digitales. El recital se llevó a cabo en el mítico estadio rockero Luna Park, donde dio cierre y “muerte” a la “mojigata”. 
La cantautora argentina se lució ante un estadio repleto ante siete mil personas y comenzando el recital con “Es poderoso”, canción que abre Mojigata, al que le siguió “Vivo pensando en ayer”, y la noche continuó con los siguientes temas, “La cena”, “Claro Ma”, “La casa de A”, de Prender un fuego, “Correte”, “Rastro”, “Remis”, “Enterrate”, “Amuleto”, “Sushi en lata”, “Beso, beso, beso”, “Pucho”, “Fumar de día”, “¿O no?”, “Y deshacer”, y “MDMA”, incluido en Sexo con modelos (2016). Al finalizar la noche sorprendió con su cover de “Inevitable”, de Shakira, y por último, continuando con su performance arriba del escenario, la cantante tomó una guitarra color plata, que fue levantada ante todo el público y partida al medio en un enérgico gesto con el que la artista puso cierre a la velada, realizando un acting en donde se reflejaban sus manos y parte de su pecho teñidos de rojo sangre.
Bertoldi expresó en su carta de presentación del show:

“Suponemos que todo deseo se aborda desde un lugar de carencia. ¿Qué tan necia debería ser une para ir en contra de aquello que se percibe como una necesidad, pero algo racional lo pone en duda? La mojigata no es, pero fue. Fue refreno y duda, fue sufrimiento pero, ante todo, fue falta de ímpetu. Hay un recorrido para hacer, desde el comienzo de nuestras vidas, para quitarnos la armadura que nos permite llegar al presente; dar batalla y saber que la guerra nunca se gana porque la búsqueda es eterna. Hay curiosidad aferrada en nuestras cinturas. Estamos encadenades a una historia que a pesar de resultar vergonzante, podemos salvar.”
Marilina Beltoldi

Antes del recital del Luna Park, la cantante realizó su gira por Rosario, Santa Fe, Resistencia, San Luis, San Juan, Mendoza, Salta, Tucumán, Neuquén, Río Cuarto, Córdoba y en Montevideo, Uruguay.

## Vida personal
Bertoldi es lesbiana, y se considera a sí misma «primero lesbiana y después mujer». Su hermana mayor, Luisina "Lula" Bertoldi, es la cantante y guitarrista de la agrupación Eruca Sativa.

### Influencias
Bertoldi ha nombrado a, entre otros, artistas como Jeff Buckley, Nina Simone, Aretha Franklin, Björk, Thom Yorke, Fiona Apple y Gustavo Cerati como sus mayores influencias.

## Discografía

### Con Connor Questa
- MCQ (2010, EP)
- Somos por partes (2011)
- Fuego al universo (2013)

### Como solista
- El peso del aire suspirado (2012)
- La presencia de las personas que se van (2014)
- Sexo con modelos (2016)
- Prender un fuego (2018)
- Mojigata (2022)
- Luna en Obras (2024)
- Para quién trabajas, vol. I (2025)

## Premios y nominaciones

### Grammy Latinos
| Año  | Trabajo nominado | Categoría                         | Resultado |
| ---- | ---------------- | --------------------------------- | --------- |
| 2016 | Sexo con modelos | Mejor álbum de rock               | Nominada  |
| 2019 | Prender un fuego | Mejor álbum de música alternativa | Nominada  |
| 2022 | Mojigata         | Mejor álbum de rock               | Nominada  |

### Premios Gardel a la música
| Año  | Trabajo nominado | Categoría                               | Resultado |
| ---- | ---------------- | --------------------------------------- | --------- |
| 2017 | Sexo con modelos | Mejor álbum de artista femenina de rock | Ganadora  |
| 2019 | Prender un fuego | Álbum del año                           | Ganadora  |
| 2019 | Prender un fuego | Ingeniería de grabación                 | Nominada  |
| 2019 | Prender un fuego | Mejor álbum de artista femenina de rock | Ganadora  |
| 2019 | "Fumar de día"   | Canción del año                         | Nominada  |
| 2023 | Mojigata         | Mejor álbum artista de rock             | Nominada  |
| 2023 | "La cena"        | Mejor canción de rock                   | Nominada  |

### Premios Konex
| Año  | Premio                  | Categoría       | Resultado |
| ---- | ----------------------- | --------------- | --------- |
| 2025 | Diploma al Mérito Konex | Solista de Rock | Ganadora  |